# Zosterop de Socotra
El zosterop de Socotra (Zosterops socotranus) és un ocell de la família dels zosteròpids (Zosteropidae).

## Hàbitat i distribució
Habita zones de sabana de l'illa de Socotra.

## Taxonomia
Ha estat considerada una subespècie de Zosterops abyssinicus. El Congrés Ornitològic Internacional versió 11.1, 2021 el considera una espècie de ple dret, arran els treballs de Cox et al. 2014.